# ملعب أرتيجاس بارك
استاد أرتيجاس بارك هو ملعب متعدد الاستخدامات في بايساندو، الأوروغواي. يتم استخدامه حاليًا في الغالب لمباريات كرة القدم في نادي بايساندو. الملعب يتسع لـ 25 ألف شخص وبُني عام 1995. واستضاف مباريات كأس كوبا أمريكا 1995.